# Aponogeton bernierianus
Aponogeton bernierianus är en enhjärtbladig växtart som först beskrevs av Joseph Decaisne, och fick sitt nu gällande namn av Joseph Dalton Hooker. Aponogeton bernierianus ingår i släktet Aponogeton och familjen Aponogetonaceae. Inga underarter finns listade.

## Bildgalleri

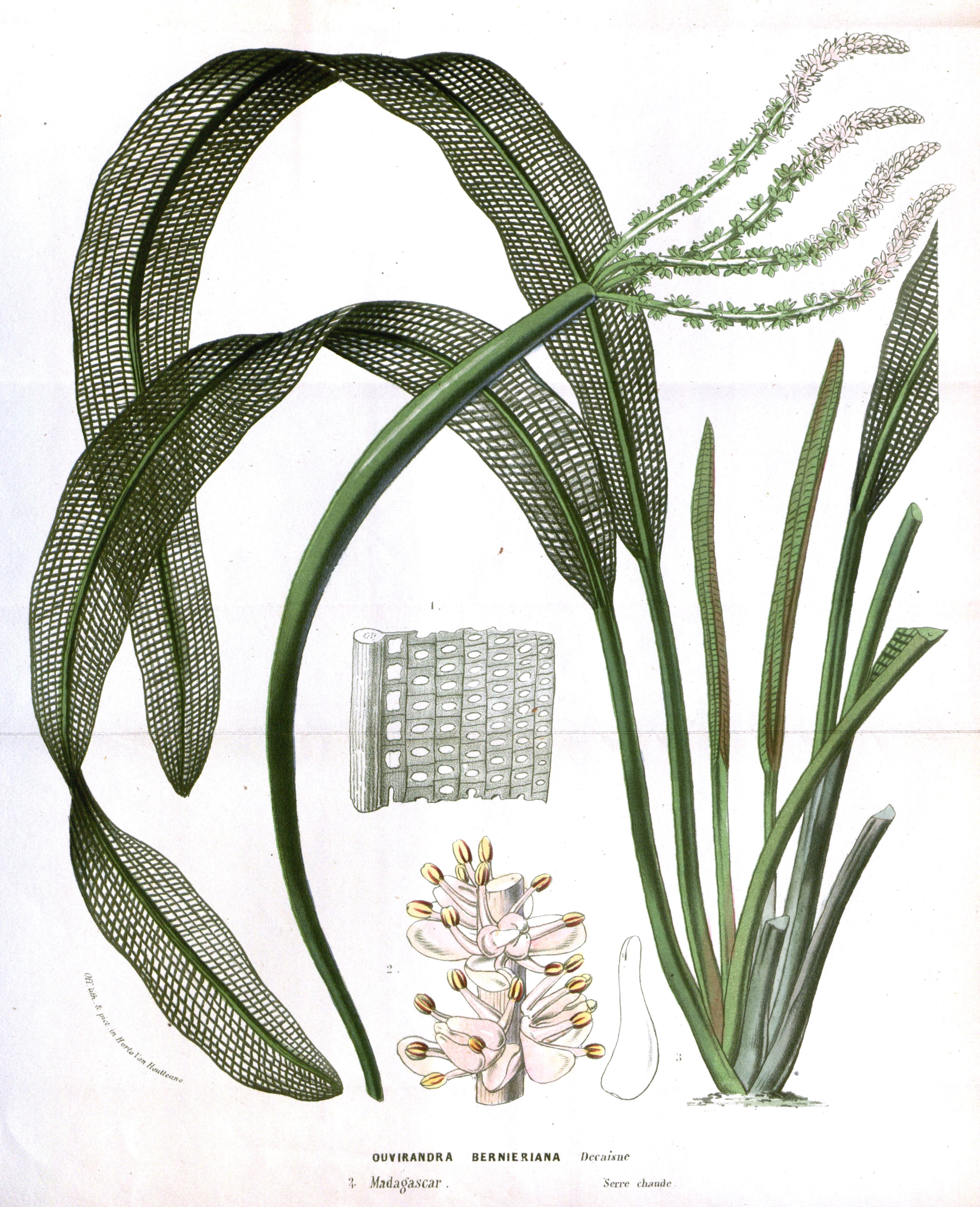